# Uranophora eucyane
Uranophora eucyane är en fjärilsart som beskrevs av Felder 1869. Uranophora eucyane ingår i släktet Uranophora och familjen björnspinnare. Inga underarter finns listade i Catalogue of Life.